# Усёрд (ансамбль)
Усёрд — фольклорный ансамбль, основанный в 1996 году в селе Нижняя Покровка Красногвардейского района Белгородской области.
Ансамбль Нижнепокровского сельского Дома культуры «Усёрд» исполняет уникальные песни Усердской стороны, самобытного творчества села Нижняя Покровка и соседних сёл. Ансамбль перенял аутентичную манеру пения.
Ансамбль получил название по имени города-крепости Усёрд Белгородской засечной черты. Руководитель — Виктор Нечаев.
Исполнительский стиль — сильная открытая подача голоса, твердость атаки и полетность звука, вибрация голоса на кантилене, предельно высокий регистр у мужских голосов, высокий уровень импровизации исполнителей. Почти весь песенный репертуар звучит в фактуре плотного красочного многоголосия. Доминирующие жанры местной традиции — протяжные и карагодные песни.